# Cavedago
Cavedago (deutsch veraltet: Gofidach, Nones: Ciavedać) ist eine italienische Gemeinde (comune) im Trentino in der autonomen Region Trentino-Südtirol. Die Gemeinde zählt 578 Einwohner und liegt etwa 14,5 Kilometer nordwestlich von Trient. Cavedago gehört zur Talgemeinschaft Comunità della Paganella.

## Verkehr
Durch die Gemeinde führt die Strada Statale 421 dei Laghi di Molveno e Tenno von Spormaggiore kommend nach Riva del Garda.

## Fotos

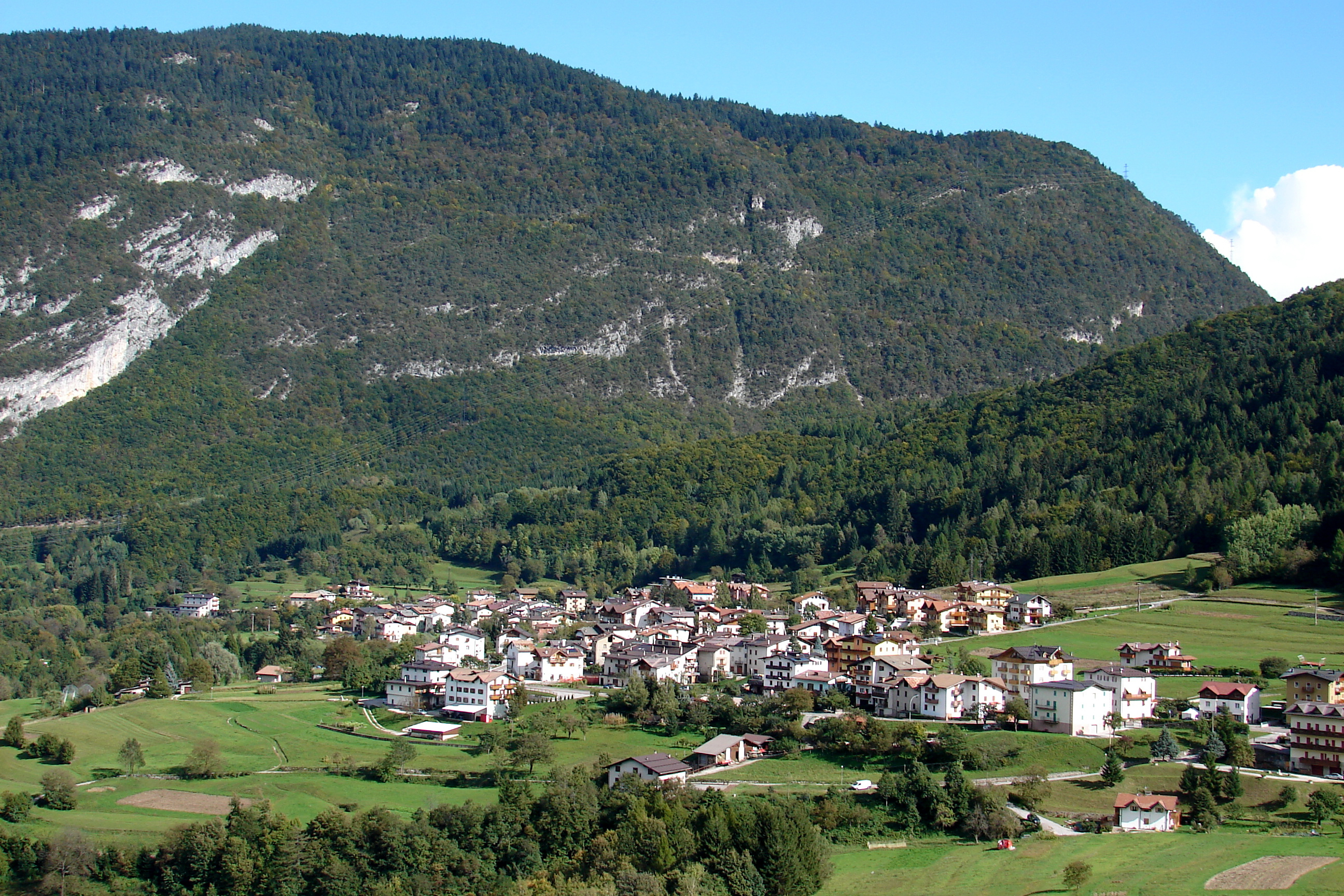
Panorama von Cavedago
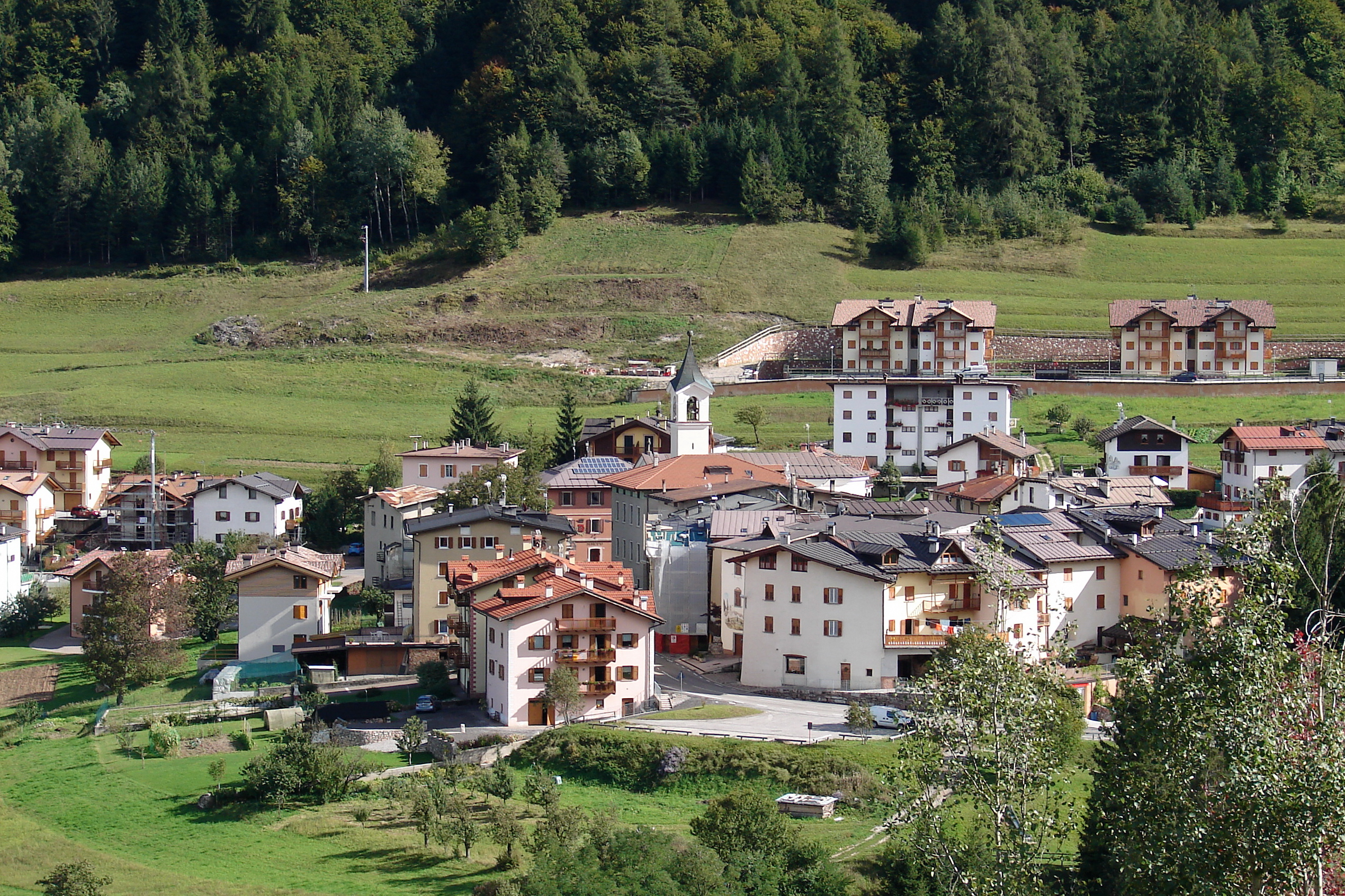
Blick auf Cavedago
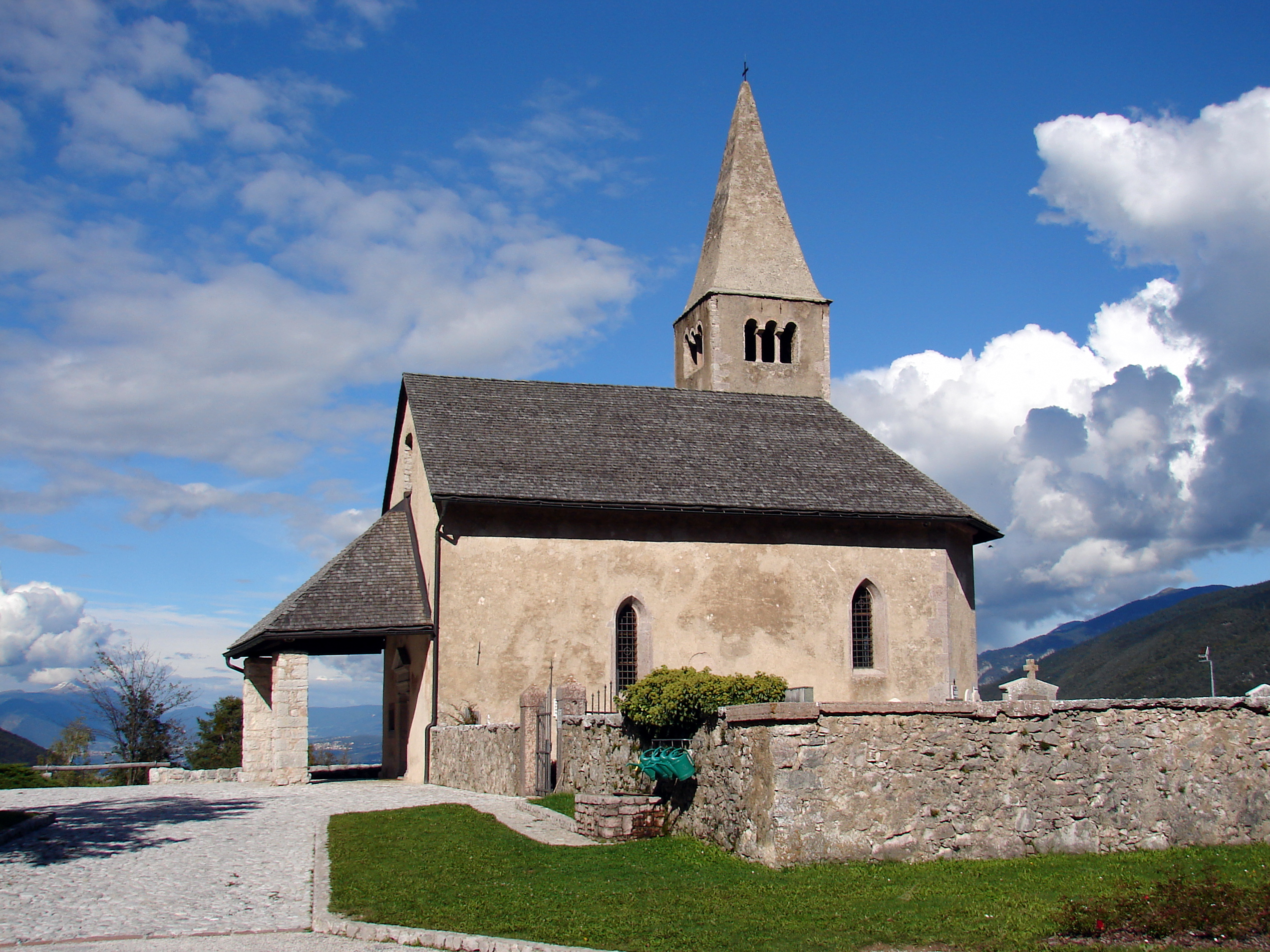
Chiesa di San Tommaso